# Elbit Hermes 450
Die Elbit Hermes 450 ist eine Aufklärungsdrohne des israelischen Herstellers Elbit. Konstruiert wurde die Hermes von dem Elbit-Tochterunternehmen Silver Arrow, weshalb sie ursprünglich als Silver Arrow Hermes 450 bezeichnet wurde.

## Geschichte
Der erste Demonstrator der Drohne, der noch zweimotorig ausgelegt war, wurde 1994 als Elbits „Antwort“ auf die IAI Heron vorgestellt. Der Antrieb bestand aus zwei, jeweils 38 PS leistenden UEL-AR-741-Wankelmotoren. Die endgültige einmotorige Version, die anfangs zur Unterscheidung die Bezeichnung Hermes 450s trug, flog noch vor Ende 1998, das genaue Erstflugdatum ist nicht bekannt. Im Juli 1997 kaufte die israelische Armee das System, das seit dem Jahr 2000 im Einsatz steht. Die Hermes 450 wurde vom Verteidigungsministerium der Vereinigten Staaten beim US Armed Forces Joint UAV test and evaluation programme Mitte 2003 getestet.
Aus der Drohne wurde ab 2004 für die britische Armee die Watchkeeper-450-Drohne mit optischen Sensoren, einem im Ku-Band arbeitenden Radar und einem automatischen Start- und Landesystem ausgerüstet.
Seit Januar 2007 steht die Drohne auch in der Armee von Singapur im Dienst. Auch für Kroatien, die zyprische Nationalgarde und für Mexiko sind die Fluggeräte im Einsatz.
Im Kaukasuskrieg 2008 kam es im März und April 2008 zu Spannungen und am 20. April wurde ein georgisches unbemanntes Flugzeug über abchasischem Gebiet abgeschossen, das sich als georgische Hermes 450 herausstellte. Insgesamt wurden drei der Drohnen von russischen Kampfflugzeugen abgeschossen.
Die Weiterentwicklung Elbit Hermes 900 mit auf 300 kg gesteigerter Nutzlast und bis zu 9000 m Flughöhe ging im Dezember 2009 in die Flugerprobung und wurde 2012 eingeführt.
Am 1. April 2024 setzte die IDF eine Elbit Hermes 450 bei einem gezielten Angriff auf einen World-Central-Kitchen-Konvoi im nördlichen Gazastreifen ein und tötet so sieben zivile Nothelfer.

## Technische Daten
Angetrieben wird die Drohne von einem Wankelmotor UEL AR-80-1010 mit 52 PS Leistung, der auf einen Zweiblatt-Druckpropeller wirkt. Als Nutzlast sind 150 kg bzw. 300 l angegeben, wobei der Nutzlast 1,6 kW elektrische Leistung zur Verfügung steht.
Daten der Elbit Hermes 450:
| Kenngröße             | Daten          |
| --------------------- | -------------- |
| Länge                 | 6,1 m          |
| Spannweite            | 10,51 m        |
| Startmasse            | 450 kg         |
| Höchstgeschwindigkeit | 175 km/h       |
| Flughöhe              | 5500 m         |
| Einsatzdauer          | bis 20 Stunden |

## Nutzer
Aserbaidschan 
- 10 Hermes 450 UAVs

 Botswana 
 Brasilien

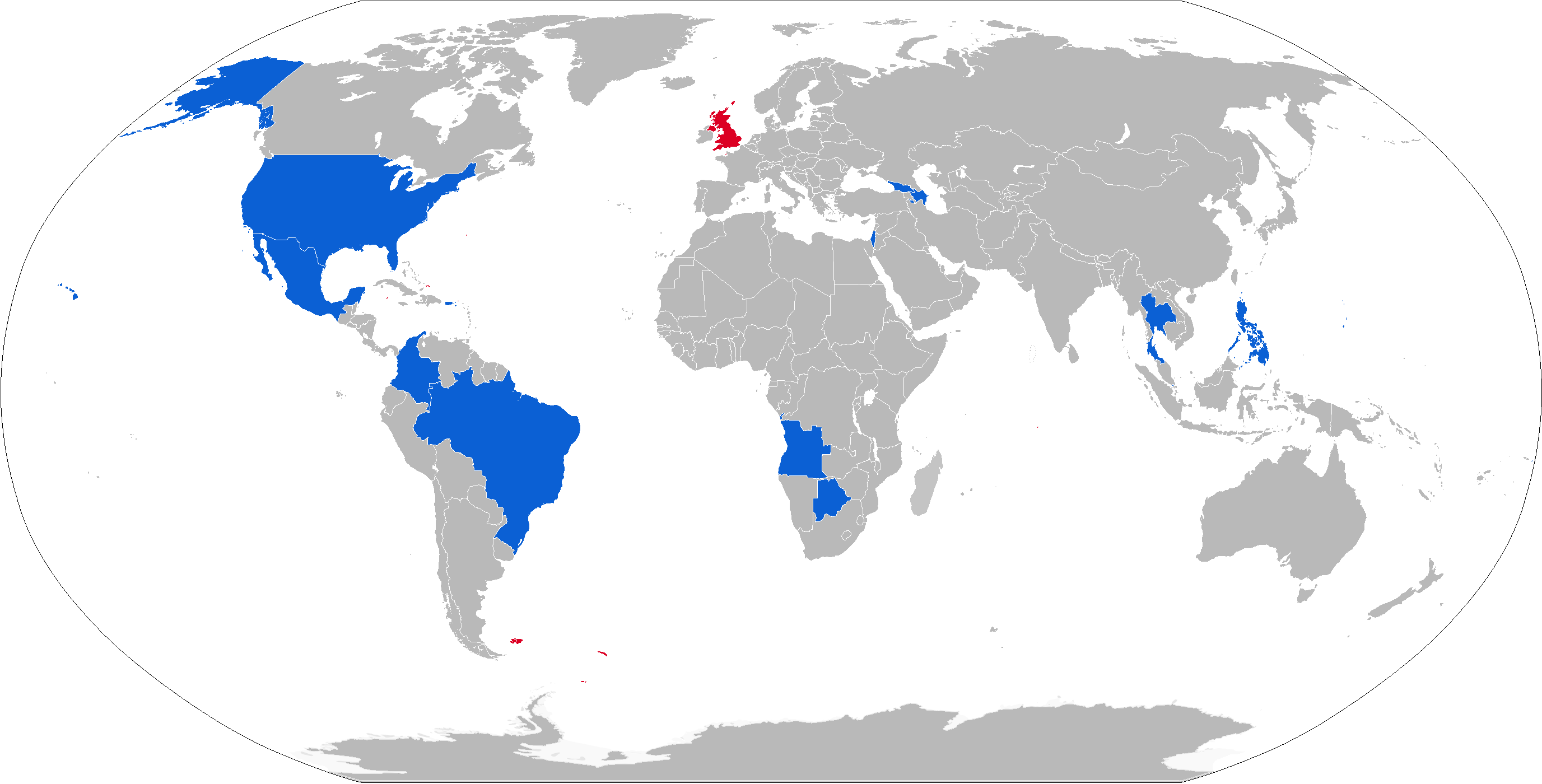
Die Nutzer der Hermes 450 in blaue, vormalige Nutzer in rot

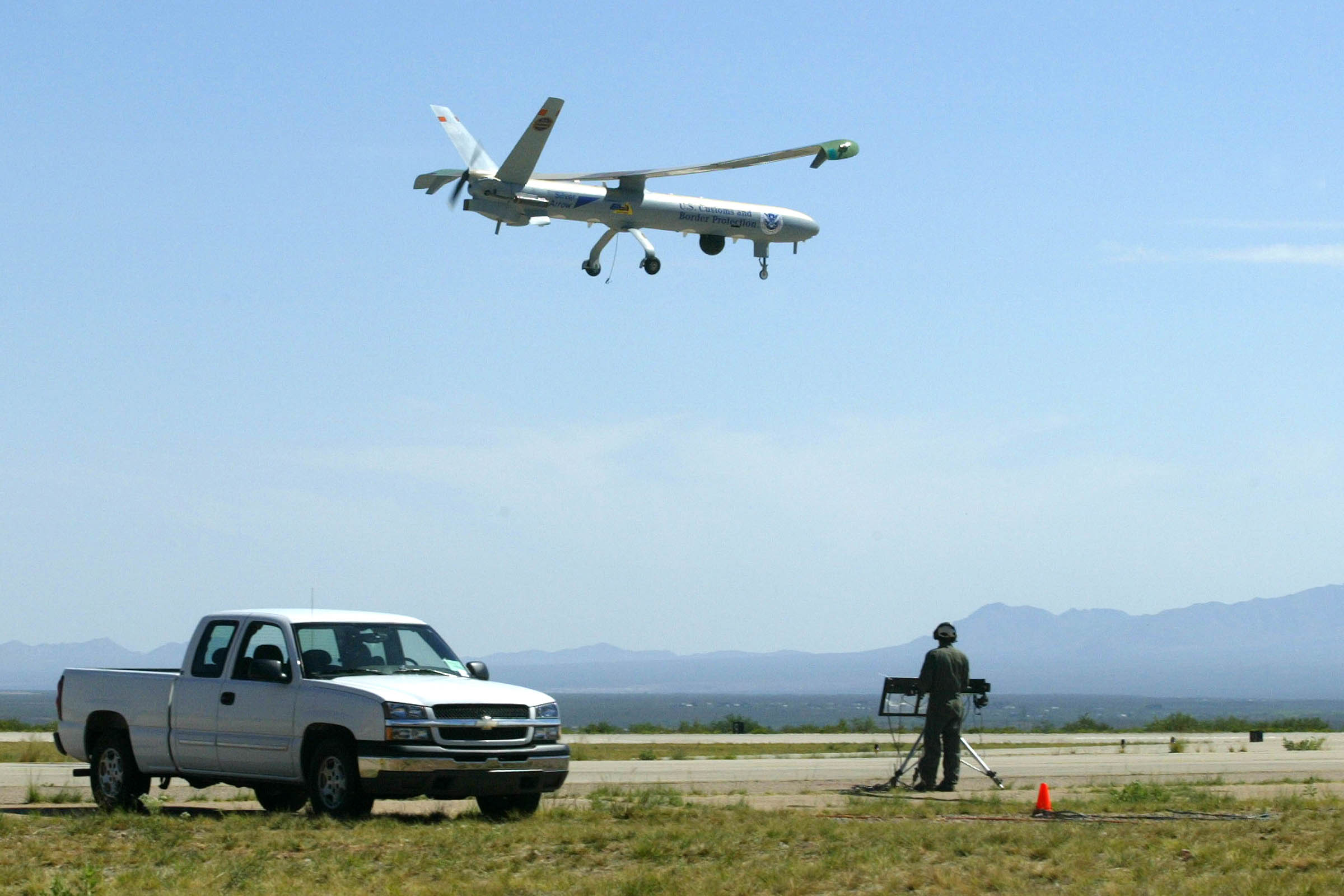
Eine landende Hermes 450

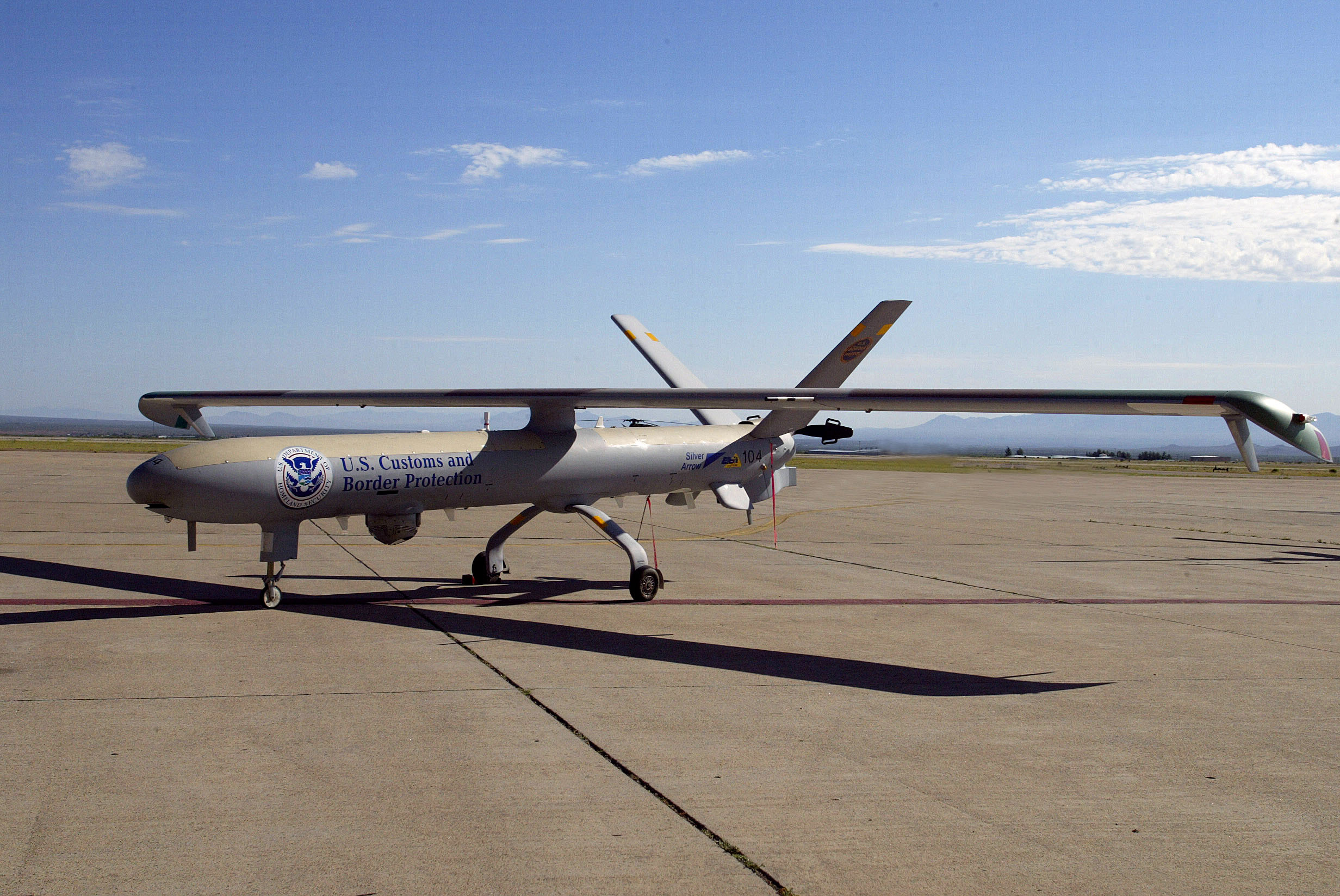
Hermes 450 der U.S. Customs and Border Protection

- Die Brazilian Air Force nutzt seit 2009 mindestens eine Hermes 450

 Kolumbien
- Im August 2012 gewann Elbit eine mehrere Millionen USD schwere Ausschreibung Kolumbiens und lieferte Hermes 900 und 450 Drohnen[11]

 Georgien
 Israel
 Nordmazedonien
- Die Luftwaffe Nordmazedoniens nutzt ein Hermes 450 System[12]

 Mexiko
- Die Mexikanische Luftwaffe setzt seit 2009 ein Hermes 450 System ein.[13][14]

 Philippinen
- The Philippine Air Force received full delivery of three Hermes 900 and one Hermes 450 unmanned aerial systems (UAS) as part of a contract worth approximately $175 million. Each system consists of three unmanned aerial vehicles (UAVs), a ground control system and support equipment. Elbit Systems also included a spare used Hermes 450 UAV as part of the deal, for a total of 9 Hermes 900 UAVs and 4 Hermes 450 UAVs. These units will be operated by the 300th Air Intelligence and Security Wing.[15]

 Singapur
 Thailand
- Die Royal Thai Army nutzt in ihrer 21st Aviation Battalion im Army Aviation Centre in Lopburi mehrere Hermes 450.[16]

 Vereinigte Staaten
- Hermes 450 werden vom U.S. Department of Defense Joint Unmanned Aerial Vehicles Test and Evaluation Program auf der Naval Air Station Fallon,[17] eingesetzt und mindestens zwei Hermes 450 wurden von der U.S. Border Patrol 2004 getestet.

 Sambia
- Mindestens eine Hermes 450 wurde im Dienst der Zambian Air Force im September 2018 beobachtet.